# Palazzo dell'Arsenale
Il Palazzo dell'Arsenale è un complesso militare sito a Torino, in via Arsenale 22, che ospita la Scuola di applicazione dell'Esercito italiano. Si effettua la formazione di base degli ufficiali dell'esercito.

## Storia

### Arsenale
Fu realizzato, su due progetti di Filippo Juvara del 1728 e del 1730, dal 1738 sotto la direzione dei lavori del capitano e architetto militare Antonio Felice De Vincenti. Fu attivo dal 1752 come arsenale militare e scuola di formazione, con le Regie Scuole Teoriche e Pratiche di Artiglieria e Fortificazione. I lavori furono definitivamente completati nel 1783.
Nel 1861 l'arsenale fu spostato nell'ex polveriera, ricostruita dopo l'esplosione del 1852. 

### Scuola militare

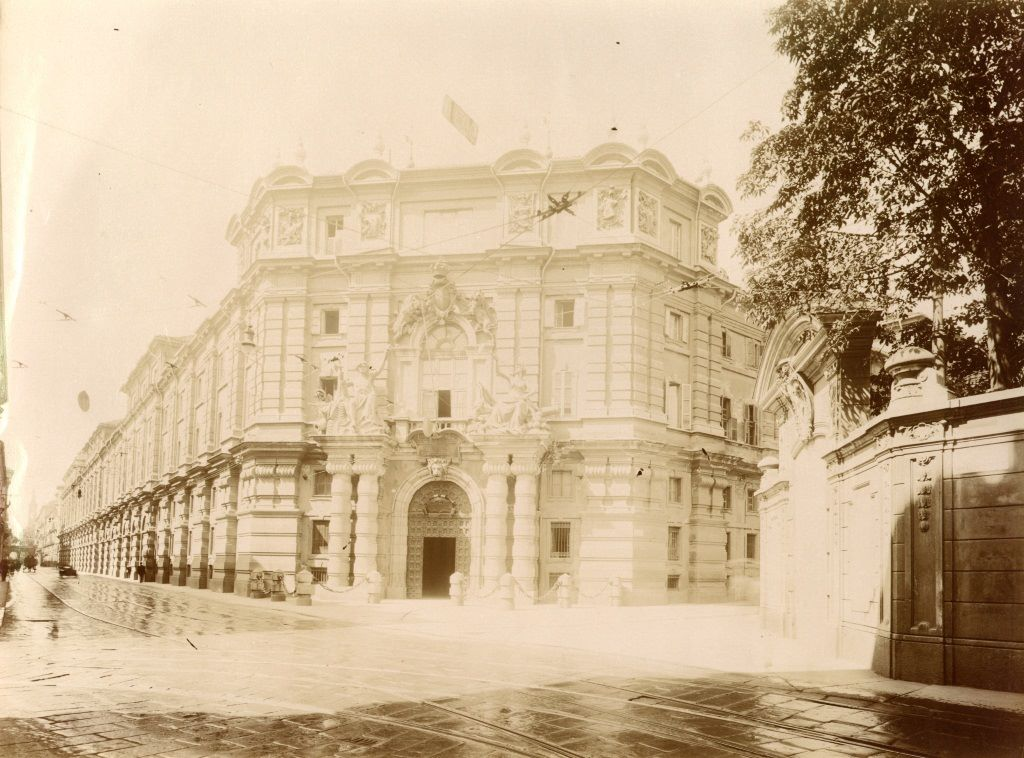
L'ingresso monumentale in una foto degli anni '20

Rimasta come scuola militare del Regio esercito del neo Regno d'Italia, quell'anno si istituì anche il laboratorio di precisione per il collaudo di nuove armi.
Nel 1928 l'istituto fu denominato Scuola di Applicazione di Artiglieria e Genio. Il palazzo subì gravi danni durante i bombardamenti alleati su Torino del 1942. 
Le scuole di applicazione delle armi di fanteria, cavalleria, artiglieria e genio dell'Esercito, furono riunite nel 1976 sotto un unico comando, la Scuola d'applicazione e Istituto studi militari per la formazione di base degli ufficiali dell'Esercito italiano.  
Dal 2003 si tengono anche i Corsi di stato maggiore per gli ufficiali superiori. Dal 2009 è sede del Comando per la formazione e Scuola di applicazione.

## Descrizione
È un imponente palazzo a pianta quadrata, che copre un intero isolato, di 190 x 165 metri. Ha tuttora le caratteristiche di un arsenale: i grandiosi sotterranei, collegati alla superficie con ampie rampe percorribili anche da traini ingombranti, i robusti pilastri ravvicinati per sopportare notevoli pesi, le vaste sale sormontate da volte a cupola.
L'ingresso monumentale, ad angolo, fu ristrutturato nel 1890.
Nel 2021 è stato restaurato l'ampio cortile interno.